# Tommy Engel
Thomas Richard 'Tommy' Engel (Keulen, 28 november 1949) is een Duitse muzikant en televisieacteur, bekend als frontman van de Keulse band Bläck Fööss.

## Carrière
Tommy Engel werd in 1949 geboren in Keulen als jongste van tien kinderen (vijf zussen en vier broers). Zijn vader Richard Engels (d'r Rickes) (1903-1974) was lid van de Keulse dialectgroep De Vier Botze. Zijn tante Uli Engel-Hark was hoorspelleidster bij WDR en bracht hem in 1959 onder in de radioreeks Doof und Doofinchen, waarin hij zijn eerste podiumervaring opdeed met Hildegard Krekel in de grote uitzendhal van de WDR. Een in 1963 begonnen opleiding als schoorsteenveger moest hij om gezondheidsredenen beëindigen en leerde in plaats daarvan drums te spelen aan de Rheinischen Musikschule. Engel heeft drie volwassen zoons, waarvan Kai Engels lid is van de Keulse band Brings.
Van 1962 tot 1970 was hij lid van verschillende plaatselijk optredende Keulse beatbands. Hij begon als drummer bij The Luckies (1962) en speelde daarna bij The Black Birds (1963), voordat hij met Erry Stoklosa en Peter Schütten tot de band The Beat Stones (1964-1966) behoorde. Daarna speelde hij als drummer bij de Tony Hendrik Five, waarmee hij in april 1968 voor de eerste keer in de geluidsstudio stond voor de single There's a Tavern in Town. De B-kant I've Said My Say kreeg intensieve speeltijd bij de Keulse soldatenzender BFBS. De op een na laatste tussenstop was de studioband The Hush, die naast hem bestond uit Frieder Viehmann en de latere geluidsstudio-uitbater Dieter Dierks, die de single Oh Darling / Schau mir in die Augen (februari 1970) uitbracht bij Bellaphon Records. Het laatste tussenstation was uiteindelijk The Stoneways, die in juni 1970 de single Die Liebe heißt Love / Lucy Lane opnamen.
Midden 1970 formeerden ze de Bläck Fööss, die met hun stilistische veelzijdigheid landelijk bekend werden. Tot november 1994 was Engels hun frontman. Na de scheiding van de Bläck Fööss concentreerde hij zich op het project L.S.E. en op zijn solocarrière. Van 1998 tot 2011 was Engel te zien in de WDR-serie Die Anrheiner als Jaco Kließ en van 2011 tot 2012 in Ein Fall für die Anrheiner. Vanaf januari 1999 trad hij op in het Keulse Schauspielhaus met een soloprogramma, waarin hij drie uur lang als zanger, muzikant en amusementsartiest met zijn band songs en teksten presenteerde. Sinds november 2005 trad hij op met de dinnershow Weihnachts-Engel onder muzikale leiding van Jürgen Fritz. In 2007 verscheen zijn album Du bes Kölle met de gelijknamige titelsong en een eigen versie van Verdamp lang her, samen gezongen met de voormalige BAP-gitarist Klaus 'Major' Heuser. In augustus 2009 vierde Engels in de Keulse Tanzbrunnen zijn 50e podiumjubileum en in november van hetzelfde jaar zijn 60e verjaardag.

## Engagementen
- Engel is onder andere lid van het Bürgerkomitees alternative Ehrenbürgerschaft, dat in Keulen de Alternative Kölner Ehrenbürgerschaft verleent.
- Engel is vanaf het begin betrokken bij de campagne Arsch Huh, die zich in Keulen inzet tegen rechts geweld en vreemdelingenhaat.

## Discografie

### Singles
- 1997: Viel Verkehr auf'm Meer
- 1998: Kein Problem (met Grooveminister)
- 1999: Hadder Nit Jesin
- 2006: Du bes Kölle!

### Albums
- 1999: Live in der Philharmonie
- 1999: "ENGEL" – 100% Tommy Engel
- 2006: Weihnachtsengel – Live aus dem Himmelszelt
- 2007: Du bes Kölle
- 2009: Zum Luure (dvd)
- 2009: Das Beste solo und mit L.S.E. (1992–2002) (compilatie)
- 2010: Dummer nit esu
- 2011: Favoriten (compilatie)
- 2015: Wenn Weihnachte es ...
- 2016: Dat Kölsche Songbook
- 2022: ...fleje

- Gemeinsame Normdatei: 118996215
- International Standard Name Identifier: 0000 0000 3691 7065
- Library of Congress Control Number: n94022964
- MusicBrainz: 082dfc26-51cb-4e2e-9088-5f0598737bde
- Virtual International Authority File: 74653567
- WorldCat: E39PBJg4qRyjfwqHPT98TmCWjC